# Biser smrti
Biser smrti (izvirno The Pearl of Death) je igrani detektivski film iz leta 1944. Stvaritev filma je navdihnil sir Arthur Conan Doyle z zgodbo The Adventure of the Six Napoleons, na kateri je film tudi ohlapno osnovan. Film je režiral Roy William Neill. Glavni vlogi sta odigrala Basil Rathbone kot Sherlock Holmes in Nigel Bruce kot dr. Watson. Gre za 9. film iz Rathbonove in Brucove filmske serije. Dogajanje v filmu je osredotočeno na krajo slavnega bisera, ki si ga želita prilastiti tako Sherlock Holmes kot zločinski mojster Giles Conover.

## Vsebina
Film se začne na ladji, s katero je potoval lastnik bisera. Tik preden je prejel sporočilo in je moral zapustiti sobo, je biser skril v skrivni predal svojega kovčka. Medtem ko ga ni bilo v sobi, je vanjo vstopila mlada dama po imenu Naomi Drake (Evelyn Ankers). Drakova je najprej ukradla biser, nato pa se zopet pridružila nekemu starcu, ki je še naprej zmedeno brbljal in njene odsotnosti prej sploh ni opazil. Drakova starca sploh ni posumila in ga je prosila, da naj zanjo skozi carino pretihotapi biser. To tudi stori in ko se srečata na področju, že mimo carine, ji preda boršo, v kateri naj bi zanjo pretihotapil biser. Izkaže se, da je bil ta starec nihče drug kot Sherlock Holmes in da je Drakovi odvzel biser iz borše. To pa zaplete situacijo, saj se vanjo vmeša nov akter - šef Giles Conover (Miles Mander).
Sherlock Holmes biser vrne muzeju Royal Regent Museum, kjer se z bistroumno varnostno shemo pred Holmesom, Watsonom in inšpektrom Lestradom (Dennis Hoey) hvali kustos muzeja Digby (Charles Francis). Varnostna shema je zasnovana tako, da se, če tat samo dvigne biser s podstavka, sproži alarm zavoljo električnih vzvodov pod podstavkom. Ko skuša Holmes Digbyju prikazati luknjavost take varnostne sheme in ugasne elektriko, svojo priložnost izkoristi Conover in ukrade biser. Z biserom nato pobegne skozi okno in ko ga ujamejo, bisera nima več pri sebi.
Zdi se že, da je Holmes zameštral zadevo in da se je Conover že polastil bisera, ko slišijo novico o navidez nepovezanem umoru. Ostarelega polkovnika so namreč našli umorjenega - zlomili so mu hrbtenico - sredi kupa kitajskega porcelana. Holmesa umor nemudoma pritegne in način umora ga spomni na velikana in Conoverjevo desno roko Hoxtona Creeperja (Rondo Hatton). Holmes na podlagi opazovanja izpelje tudi to, da srebrnine na jedilni mizi Creeper ni razbil, samo kitajski porcelan. Kmalu se zgodi nov identičen umor, tokrat z zlomljeno hrbtenico sredi kupa kitajskega porcelana najdejo neko starejšo gospo. Conover nato proti Holmesu naperi poskus atentata, ki je neuspešen, saj Holmes hitro sprevidi prevaro in razoroži vzmetni mehanizem znotraj velikega slovarja. V slovar je namreč Conover postavil nož, ki bi se izstrelil naravnost proti Holmesu, ko bi on odprl slovar.
Holmesa ta zasuk dogodkov razveseli, saj odtod pride do sklepa, da Conover še išče biser. Nedolgo zatem se pripeti še tretji identičen umor sredi kupa kitajskega porcelana. Holmes in Watson se tako lotita preučevanja kupa razbitega porcelana in ugotovita, da so sredi porcelana tudi koščki mavca in da so ti koščki pri vseh treh žrtvah enaki. To torej pomeni, da so vsi trije kupili mavčni kip Napoleona. Ko začne Holmes preiskovati Conoverjevo pot po pobegu iz muzeja, ugotovi, da se je tik pred aretacijo izmuznil v neko umetniško delavnico, kjer izdelujejo kipe iz mavca. Holmes tako pride do sklepa, da Conover v silnem begu ni imel kam drugam z biserom in ga je skril v enega od mavčnih kipov Napoleona. Šef delavnice mu nato pove, da je bilo tedaj v delavnici šest Napoleonovih kipov in da so vse prodali v prodajalno vaz, porcelana in podobnih izdelkov Amosa Hodderja (Ian Wolfe).
Holmes v prodajalni odkrije Naomi Drake, ki je navidez po nesreči razbila dva Napoleonova kipca, kar Hodder označi za hudo nemarnost svoje nove prodajalke. Ko gredo Holmes, Watson in Hodder skozi dnevnik prodaje, ugotovijo, da so zadnji šesti kipec prodali nekemu doktorju. Ko pa preberejo ime doktorja, spoznajo, da je ime v dnevniku nekdo izbrisal in na novo napisal. Holmesu tako ne preostane drugega, kot da s prevaro od Drakove izve ime in naslov doktorja, saj se je Drakova ravno tedaj po telefonu pogovarjala s Conoverjem. Drakovo namreči pripravi do tega, ko oponaša Conoverjev glas in jo še enkrat povpraša po doktorjevem naslovu. Ko od nje pridobi ta ključni podatek, jo da aretirati.
Dogajanje se nato prestavi na dom ostarelega doktorja, ki ga še pred prihodom Conoverja in Creeperja zamenja Holmes in se tako ob njunem prihodu pretvarja zanj. Ko se razkrije Conoverju, ima že vse pod nadzorom, dokler Conover ne izklopi ne elektrike. Naenkrat se situacija obrne, saj ima nenadoma Conover v roki pištolo, ne več Holmes. Vendar pa Holmes v tem napetem trenutku ohrani mirne živce in z lažjo prepriča Creeperja, da je Conover kriv, da bodo Drakovo zdaj zdaj obesili za umor dr. Watsona. Creeper se je namreč navezal na Drakovo in tako v afektu ubije Conoverja ter se spravi še na Holmesa. Holmes pa se je med bojem med Creeperjem in Conoverjem polastil pištole, ki jo tudi uspešno uporabi, saj z njo ubije Creeperja. V zaključku Holmes v roke vzame Napoleonov kipec in ga razbije ter iz njega vzame biser. Biser je tako poleg vseh žrtev iz zgodovine samo v tem filmu terjal še pet novih življenj in Holmes ga označi za biser smrti. 

## Igralska zasedba
- Basil Rathbone - Sherlock Holmes
- Nigel Bruce - dr. John H. Watson
- Dennis Hoey - inšpektor Lestrade
- Evelyn Ankers - Naomi Drake
- Miles Mander - Giles Conover
- Ian Wolfe - Amos Hodder
- Charles Francis - Digby
- Holmes Herbert - James Goodram
- Richard Nugent - Bates
- Mary Gordon - gospa Hudson
- Rondo Hatton - Hoxton Creeper